# ناصر شیردل
ناصر شیردل بازیکن سابق فوتبال و مربی فوتبال اهل ایران است.
وی دارای مدرک مربیگری A آسیا ست.
سابقه مربیگری ناصر شیردل در تیمهای صبا، خیبر خرم‌آباد، استقلال اهواز، سرخ پوشان پایتخت، تیم هنرمندان و تیم ملی زیر ۱۶ سال به چشم می‌خورد.
همچنین، شیردل سابقه بازی در تیم‌های پیام، شاهین، مهمات سازی، بانک ملی، بهمن کرج، الکتریک دماوند، برق شیراز، پیکان استقلال اهواز، پگاه گیلان و سرخ پوشان دلوار افزار را دارد.